# Meandropora cerebriformis
Espèce
Meandropora cerebriformis est une espèce éteinte de bryozoaires appartenant à la famille des Frondiporidae. On le trouve aussi désigné sous le nom de Fascicularia cerebriformis.